# Gonomyia biaculeata
Gonomyia biaculeata är en tvåvingeart som beskrevs av Alexander 1938. Gonomyia biaculeata ingår i släktet Gonomyia och familjen småharkrankar. Inga underarter finns listade i Catalogue of Life.